# Herrarnas lagsprint i bancykling vid olympiska sommarspelen 2004
Herrarnas lagsprint i bancykling vid olympiska sommarspelen 2004 ägde rum 21 augusti i Athens Olympic Sports Complex i Aten.

## Medaljörer
| Event               | Guld                                          | Silver                                                 | Brons                                                   |
| Herrarnas lagsprint | Tyskland Jens Fiedler Stefan Nimke René Wolff | Japan Toshiaki Fushimi Masaki Inoue Tomohiro Nagatsuka | Frankrike Mickaël Bourgain Laurent Gané Arnaud Tournant |

## Resultat

### Kvalifikationsomgång
| Rank | Lag            | Tid                                                            | Placering |
| ---- | -------------- | -------------------------------------------------------------- | --------- |
| 1    | Frankrike      | Mickaël Bourgain, Laurent Gané, Arnaud Tournant                | 44.179 Q  |
| 2    | Tyskland       | Jens Fiedler, Stefan Nimke, René Wolff                         | 44.251 Q  |
| 3    | Japan          | Toshiaki Fushimi, Masaki Inoue, Tomohiro Nagatsuka             | 44.355 Q  |
| 4    | Spanien        | José Antonio Escuredo, Salvador Melia, Jose Villanueva         | 44.452 Q  |
| 5    | Australien     | Ryan Bayley, Sean Eadie, Shane Kelly                           | 44.512 Q  |
| 6    | Nederländerna  | Jan Bos, Theo Bos, Teun Mulder                                 | 44.539 Q  |
| 7    | Storbritannien | Chris Hoy, Craig MacLean, Jamie Staff                          | 44.693 Q  |
| 8    | Grekland       | Georgios Cheimonetos, Dimitrios Georgalis, Labros Vasilopoulos | 44.986 Q  |
| 9    | Polen          | Rafał Furman, Łukasz Kwiatkowski, Damian Zieliński             | 45.093    |
| 10   | Kuba           | Reinier Cartaya, Julio César Herrera, Ahmed López              | 45.548    |
| 11   | USA            | Adam Duvendeck, Giddeon Massie, Christian Stahl                | 45.742    |
| 12   | Slovakien      | Peter Bazálik, Jaroslav Jeřábek, Ján Lepka                     | 45.978    |

### Första omgången
| Heat | Lag            | Tid    | Placering |
| ---- | -------------- | ------ | --------- |
| 1    | Australien     | 44.320 | 4         |
| 1    | Spanien        | 44.687 | 7         |
| 2    | Japan          | 44.081 | 2         |
| 2    | Nederländerna  | 44.370 | 6         |
| 3    | Tyskland       | 43.955 | 1         |
| 3    | Storbritannien | 44.075 | 5         |
| 4    | Frankrike      | 44.128 | 3         |
| 4    | Grekland       | 45.708 | 8         |

### Medaljloppet
| Final | Lag        | Tid    | Placering |
| ----- | ---------- | ------ | --------- |
| Bros  | Frankrike  | 44.359 | 3         |
| Bros  | Australien | 44.404 | 4         |
| Guld  | Tyskland   | 43.980 | 1         |
| Guld  | Japan      | 44.246 | 2         |